# Vezia

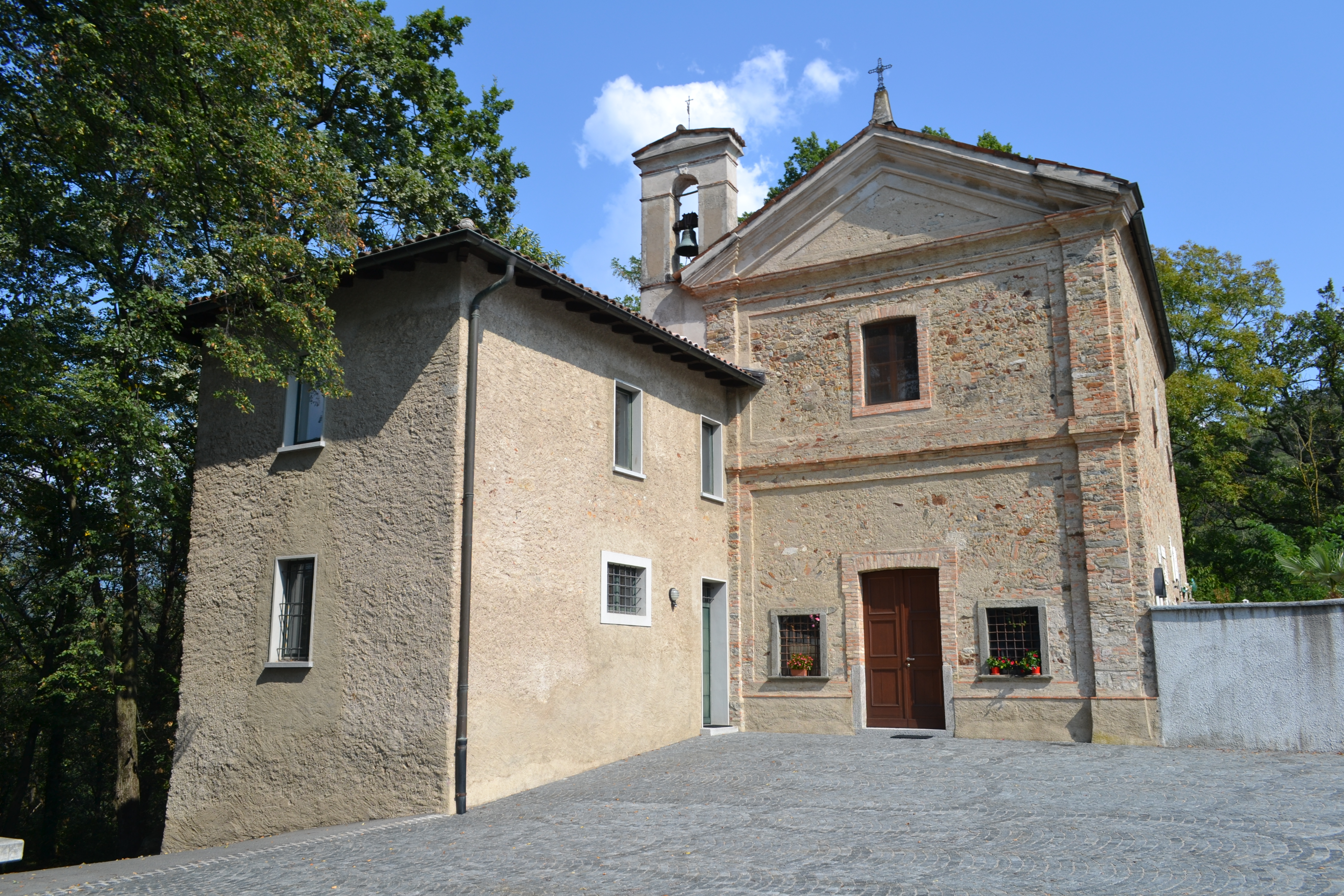
Mittelalterliche Siedlung und Kultstätte San Martino

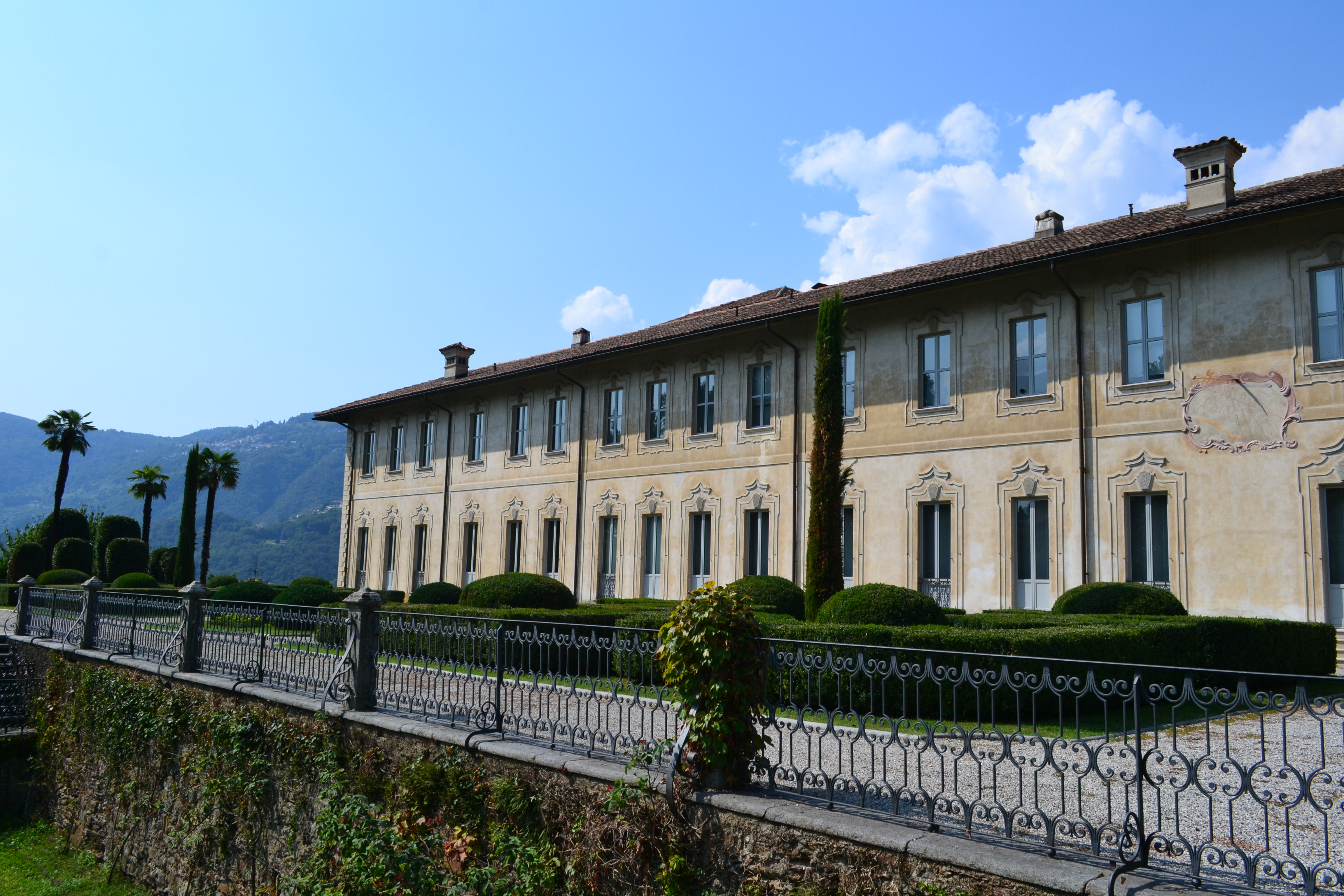
Villa Negroni mit Park

Vezia, historisches Luftbild von Werner Friedli (1964)

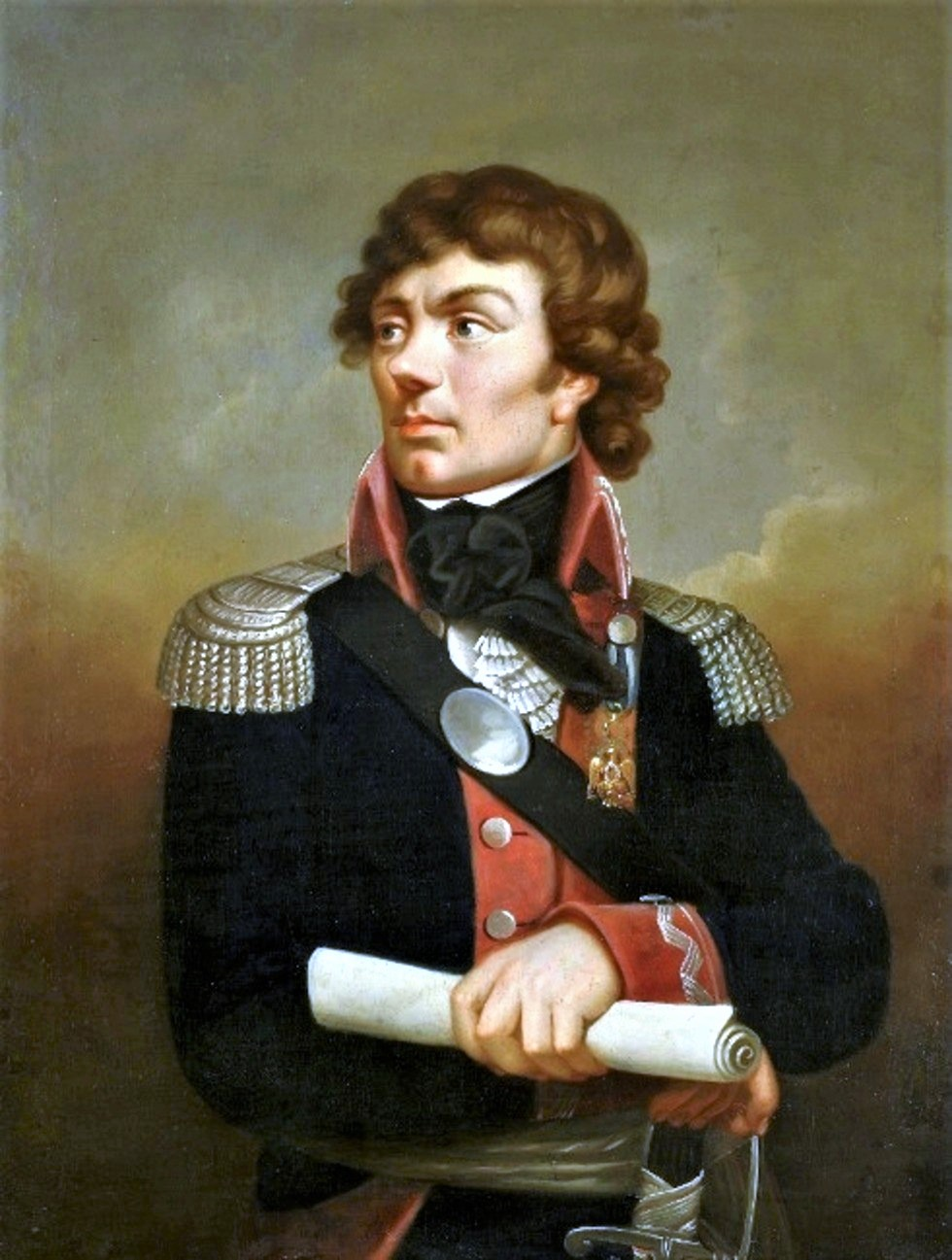
Tadeusz Kościuszko, Gemälde von Karl Gottlieb Schweikart (nach 1802)

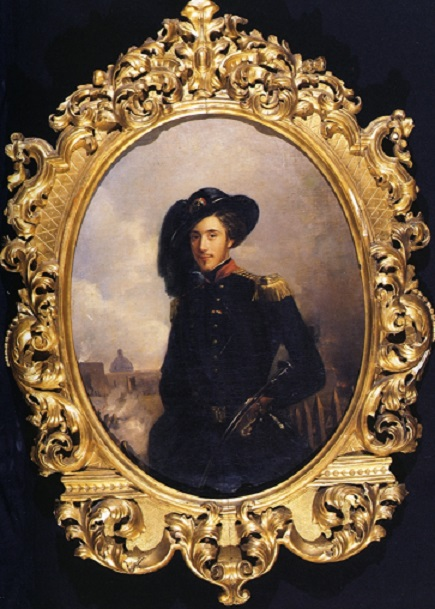
Antonietta Bisi: Porträt des Grafen Emilio Morosini in Bersagliere-Uniform, Rom, Collezione Apolloni

 Vezia ist eine politische Gemeinde im Kreis Vezia im Bezirk Lugano des Kantons Tessin in der Schweiz.

## Geographie
Die Gemeinde liegt auf 370 m ü. M. am linken Ufer des Vedeggio-Flusses.
Die Nachbargemeinden sind im Norden Cadempino und Cureglia, im Osten Porza, im Süden Lugano und Savosa, im Westen Manno und Bioggio.

## Geschichte
Eine erste Erwähnung findet das Dorf im Jahre 1473 unter dem damaligen Namen Vescia, dann Vezo 1496. Güterbesitz des Domkapitels Como ist 1297 und des Spitals Santa Maria in Lugano 1392 bezeugt. Wahrscheinlich zu Beginn des 17. Jahrhunderts erhielt Vezia den mit Vorrechten verbundenen Status einer abgesonderten Gemeinde (terra separata) der Vogtei Lugano, vermutlich dank der Familie Morosini, die dort umfangreiche Ländereien besass. Kirchlich gehörte Vezia zuerst zu Lugano, ab 1571 zu Comano und wurde 1653 selbstständige Pfarrei.
Vezia bildet nach wie vor eine eigenständige Bürgergemeinde.

## Bevölkerung
Einwohnerzahlen: Volkszählungsdaten

## Wirtschaft
Ackerbau und Viehwirtschaft mit einem regional bedeutenden Viehmarkt dominierten lange Vezias Wirtschaftsleben. In der 2. Hälfte des 20. Jahrhunderts folgte auf die Ansiedlung verschiedener Industrie- und Handelsbetriebe im südlichen Teil der Gemeinde ein rasches Bevölkerungswachstum.

## Sehenswürdigkeiten
- Kirche San Martino (mittelalterliche Siedlung und Kultstätte)[10][11] renoviert (1994/1997), Architekt: Gianfranco Rossi
- Kaplanei und Friedhof[10]
- Pfarrkirche Santa Maria Annunziata (Anfang 17. Jahrhundert)[10]
- Villa Negroni mit Park[10][12]
- Oratorium San Giuseppe (Mitte 18. Jahrhundert)[10]
- Mausoleum der Familie Morosini[10]
- Wohnhaus Boillat (1970/1972), in Via ai Ronchi 33, Architekt: Franco Ponti[10]
- Administratives Gebäude (1983/1984), in Via San Gottardo 9, Architekt: Rudy Hinziker[10]
- Wohnhaus Rossi (1956), in Via San Gottardo 18, Architekt: Franco Ponti[10]
- Einfamilienhaus Graf (1963/1966), in Via alla Ressiga 1, Architekt: Franco Ponti.[10]

## Bildung
- Centro di Studi Bancari[13][14]

## Persönlichkeiten
- Emilio Arrigoni (* um 1410 in Vezia; † nach 1450 ebenda ?), war um 1450 Gouverneur des Luganer Tals für den Herzog von Mailand[15]
- Antonio Bettini (* um 1620 in Vezia; † nach 1687 in Turin ?), Ingenieur, Feldvermesser[16][17]
- Tadeusz Kościuszko (1746–1817), polnischer Militäringenieur, Adeliger, Nationalheld und General[18]
- Giovanni Battista Morosini (* 8. März 1782 in Lugano; † 9. April 1874 in Mailand), von Lugano, ab 1842 Österreicher (1860 Verzicht auf die Schweizer Staatsbürgerschaft), Sohn des Giuseppe Carlo Pompeo Maria; 1813–1815 Tessiner Grossrat (1814 Präsident) und 1813–1815 auch Staatsrat. 1815 und 1829 Richter am Kantonsgericht. 1833 Anwalt von Prinzessin Cristina Trivulzio Belgiojoso; er stand Tadeusz Kościuszko nahe, dem er in Vezia Gastrecht bot[19]
- Pietro Arrigoni (* um 1790 in Vezia; † nach 1836 ebenda), Militär, Adjutant 1828, Hauptmann seit 1833, im eidgenössischen Generalstab seit 1836[20]
- Agostino da Vezia (Gioacchino Paolo Daldini) (* 20. März 1817 in Vezia; † 9. Mai 1895 in Madonna del Sasso), Kapuziner, Wissenschaftler, Botaniker, Geolog, Mycolog[21][22]
- Emilio Morosini (1830–1849), (Herkunftsort Vezia), Sohn des Giovanni Battista, Karbonar, Patriot, Militär
- Domingo Saporiti (1893–1966), Künstler, Restaurator[23][24]
- Pier Riccardo Frigeri (* 25. Mai 1918 in Mezzovico; † 1. April 2005 in Lugano), aus Lamone, Bibliothekökonom, Bibliothekar an der Kantonsbibliothek von Lugano, Direktor der Revue Cenobio, Verantwortlicher für die Schulbibliotheken des Kantons Tessin; er wohnte in Vezia[25][26]
- Paolo Buzzi (* 12. September 1937 in Porza; † 10. Dezember 2023 ebenda), Ökonom, Politiker (Lega dei Ticinesi), Tessiner Grossrat[27]
- Dario Balmelli (* 1943 in Lugano), Maler, diplomiert an der Accademia di Belle Arti di Brera, Dozent im Lyzeum von Lugano, wohnt in Vezia[28]